# カヴァニョーロ
カヴァニョーロ（伊: Cavagnolo）は、イタリア共和国ピエモンテ州トリノ県にある、人口約2,300人の基礎自治体（コムーネ）。

## 地理

### 位置・広がり

#### 隣接コムーネ
隣接するコムーネは以下の通り。括弧内のATはアスティ県所属を示す。
- ブルザスコ
- ラウリアーノ
- モンテーウ・ダ・ポー
- モランセンゴ＝トネンゴ (モランセンゴ、トネンゴ、AT)

## 行政

### 分離集落
カヴァニョーロには、以下の分離集落（フラツィオーネ）がある。
- Bricchetto, Casa Are, Casa Mosso, Casa Ostino, Casa Porta, Montechiaro, Piana, Pomaretto, Praie, Punto Verde, Scallaro, Valentino, Valminore, Villa